# Rafael Hernández Marín

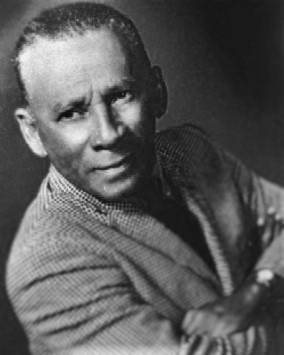
Rafael Hernández Marín

Rafael Hernández Marín („El Jibarito“; * 24. Oktober 1892 in Aguadilla, Puerto Rico; † 11. Dezember 1965 in San Juan, Puerto Rico) war ein puerto-ricanischer Komponist.

## Leben und Wirken
Hernández Marín hatte ab dem zwölften Lebensjahr Musikunterricht bei Professor José Ruellán Lequerica, später bei Jesús Figueroa. Er lernte Kornett, Posaune, Tuba, Gitarre, Violine und Klavier zu spielen. Als Jugendlicher trat er in die städtische Kapelle von San Juan ein, die von Manuel Tizol geleitet wurde. Seine erste Komposition, eine Danza mit dem Titel María y Victoria, entstand 1912. Während des Ersten Weltkriegs diente er in einer Militärkapelle, der Harlem Hellfighter Band des 369. Infanterieregiments der US Army in Frankreich.
Nach dem Krieg ging er zunächst nach New York, wo er Musiker wie Luis Muñoz Marín, Luis Llorens Torres, Luis Palés Matos und Pedro Flores kennenlernte und leitete dann das Orchester des Teatro Fausto in Havanna. Nach vier Jahren kehrte er nach New York zurück und gründete dort das Trío Borinquen und nach dessen Auflösung den Conjunto Victoria.
1932 reiste Hernández nach Mexiko und studierte unter anderem am Conservatorio Nacional de Música Harmonielehre, Kontrapunkt und Komposition. Nach seiner Rückkehr nach Puerto Rico 1947 arbeitete er dort als Musikberater. Von 1956 bis 1959 war er Ehrenpräsident der Asociación de Compositores y Autores de Puerto Rico. Insgesamt verfasste Hernández mehr als 3000 Kompositionen, darunter populäre Stücke wie Silencio, Ausencia, Campanitas de Cristal, Preciosa, El Cumbanchero und Lamento Borincano. Letzteres wurde u. a. von Alfonso Ortiz Tirado, Gilberto Santa Rosa, Marc Anthony und La India aufgenommen. Der Flughafen seiner Geburtsstadt wurde zu seinen Ehren Rafael Hernández Airport benannt.